# Neiselwaldgraben
Der Neiselwaldgraben ist ein unbeständig wasserführender Bach im baden-württembergischen Landkreis Schwäbisch Hall, der längstenteils im Gemeindegebiet von Satteldorf verläuft. Nach 11⁄4 km langem Weg nach Südwesten mündet er in der Stadtteilgemarkung Tiefenbach von Crailsheim gegenüber der Weidenhäuser Mühle von rechts in die mittlere Jagst. Am Oberlauf heißt er Heiligenwiesengraben.

## Name
Die Abschnittsnamen Heiligenwiesengraben  und Neiselwaldgraben des Bachlaufs sind auf den meisten heutigen Karten nicht eingetragen, finden sich jedoch auf einem Layer eines amtlichen topographischen Kartenservers.

## Geographie

### Verlauf
Der Gesamtstrang des Neiselwaldgrabens beginnt neben einem Feldweg entlang des Gewanns Mühlfeld nur etwa hundert Meter von der Dorfgrenze von Satteldorf entfernt auf etwa 442 m ü. NHN. Dort beginnt ein südwestwärts ziehender, grasiger Graben unmittelbar zwischen den Feldern der Gewanne Pfaffenwiesen zur Rechten und Lindach zur Linken, der wohl nur episodisch Wasser führt. Nach etwa zweihundert Metern gelangt er an die beidseits von einer gepflanzten Feldhecke begleitete B 290 und unterquert deren Trasse.
Auf der anderen Seite verläuft er, immer noch ein naturferner und meist trockener gerader Graben, zwischen einem Feldweg rechts- und einer Hecke linksseits, spätestens hier wird er Heiligenwiesengraben genannt. Zweihundert Meter weiter mündet ein nur etwa hundert Meter langer Graben gleicher Art aus dem Osten zu, der danach Neiselwaldgraben genannte Bachlauf knickt westsüdwestwärts ab.
Weiterhin begradigt, fließt er zwischen einer Hangwiese im Norden und einer den dort asphaltierten Feldweg zur Weidenhäuser Mühle begleitenden Hecke gegenüber. Nach weniger als 150 Metern endet der Lauf zunächst in einem winzigen Teich, an dem die Hecke aussetzt.
Nach einem weniger als hundert Meter langen, unbewirtschafteten Grünstreifen talabwärts teilt sich der Feldweg in zwei fast parallele Schotterwege, zwischen denen nun im Gewann Vorderer Neiselwald eine kleinere der landschaftstypischen, mit Laubholz bewaldeten Muschelkalkklingen einsetzt. Auf dem Grund der plötzlich steiler abfallenden, aber nur mäßig tiefen Geländekerbe schlängelt sich ein meist wasserloses Bachbett mit bis zu meterhohen Felsstufen und zuweilen Geröll auf dem Grund zu Tale.
Gegen Ende der weniger als 400 Meter langen Klinge wechselt der Bach auf die Stadtteilgemarkung Tiefenbach von Crailsheim über, gleich danach tritt er, vom rechten Begleitweg begleitet, aus dem Wald in eine sanft abfallende Wiese über. Nurmehr ein unauffälliger Graben, erreicht er nach etwa 200 Metern das Flussufer und fließt auf etwa 390 m ü. NHN der mittleren Jagst neben der über sie geschlagenen Brücke des Feldweges zu.
Der Gesamtstrang des Neiselwaldgrabens ist etwa 1,3 km lang, hat ein mittleres Sohlgefälle von etwa 41 ‰ und mündet ungefähr 52 Höhenmeter unterhalb seines Grabenanfangs am Mühlfeld.
Außer dem kurzen Nebengraben am Laufknick hat der Neiselwaldgraben keine Zuflüsse. Nach einer topographischen Karte aus der ersten Hälfte des 20. Jahrhunderts war dieser Oberlaufast, der damals starke Richtungswechsel zeigte, zu der Zeit ebenso lang wie der Heiligenwiesengraben-Zweig noch heute; sein Lauf ist wohl längstenteils durch Flurbereinigung und den Bau der heute den Ortskern von Satteldorf im Westen umgehenden Bundesstraßentrasse verschwunden.
Der Neiselwaldgraben führt nur episodisch Wasser.

### Einzugsgebiet
Der Neiselwaldgraben hat ein etwa 0,7 km² großes Einzugsgebiet, das naturräumlich in der Gronachbucht liegt, einer der Randbuchten der Frankenhöhe im östlichen Teil der Hohenloher und Haller Ebene. Der mit 451,4 m ü. NHN höchste Punkt liegt am Nordwesteck auf einer Kuppe der Langen Wiesen. Wald gibt es nur wenig, nämlich im Klingenriss und am untersten Jagsttalhang, es überwiegt stark die offene Flur. Einige Häuser stehen am Ostrand, wo Zwickel neuerer Siedlungen von Satteldorf etwas über die Wasserscheide herüberreichen, sonst nirgends. Fast das ganze Gebiet gehört zur zentralen Gemarkung der Gemeinde Satteldorf, ausgenommen nur das Mündungsdreieck ab dem untersten Jagsttalhang, das in der Tiefenbacher Stadtteilgemarkung von Crailsheim liegt.
Im Nordwesten fließen allenfalls unbeständige kurze Hang- und Kleinklingengerinne zur Jagst. Im Nordosten und Osten grenzt das Einzugsgebiet des Entenbachs an, der noch weiter flussabwärts als diese in die Jagst mündet und der im Osten meist über seinen Zufluss Rinnichgraben konkurriert. Im Süden verläuft der Kreuzbach durch sein Unterlauftal Teufelsklinge parallel und wenig oberhalb in die Jagst, versickert aber allermeist noch vor dieser Klinge.

## Geologie
Im größten Teil des Einzugsgebietes ist die Bedeckung des im tieferen Untergrund liegenden Oberen Muschelkalks mit Lettenkeuper (Erfurt-Formation) noch erhalten, in den Muschelkalk schneidet sich der Bach dann etwa ab dem Beginn der Klinge.
Der Bachgraben verläuft von Beginn an in einem Band holozäner Abschwemmmassen, ein weiteres zeigt den Verlauf des heute kürzeren anderen Oberlaufs an. Zuoberst ist im zweiten etwas Lösssediment eingelagert. Am Klingenabschnitt liegt Hangschutt auf den Talflanken. Auf dem rechtsseits etwas breiteren Talgrund der Jagst nach dem Klingenwaldaustritt des Baches durchläuft er pleistozäne Terrassensedimente der Jagst, denen laut der geologischen Karte ein Mündungs-Schwemmkegel aufgelagert ist, der jedoch in der Natur kaum oder gar nicht auffällt.
Auf dem südlichen Begleithang des Klingenabschnitts zeichnet eine topographische Karte aus der ersten Hälfte des 20. Jahrhunderts eine Dolinenreihe ein, von denen in den Landwirtschaftsflächen dort heute aber nichts mehr zu sehen ist. Sie zeigt, ebenso wie die sehr unbeständige Wasserführung des Baches, die Verkarstung des Oberen Muschelkalks an, die auch für die Versickerung des sehr nahen unteren Kreuzbachs noch vor seinem Abschnitt in der Teufelsklinge verantwortlich ist.

## Natur und Schutzgebiete
Die Unterlaufklinge und der kurze Abschnitt im Jagsttal gehören zum Landschafts- und Naturschutzgebiet Jagsttal mit Seitentälern zwischen Crailsheim und Kirchberg.

## Tourismus
Der von Rothenburg ob der Tauber im Norden kommende Main-Donau-Bodensee-Weg, der Hauptwanderweg 8 des Schwäbischen Albvereins, steigt durch die Klinge des Neiselwaldgrabens ins Jagsttal ab und verlässt es dann bald wieder über die Teufelsklinge. Der dort mit dem Europäischen Fernwanderweg E8 und einem Jakobsweg gebündelte Weg führt danach weiter in Richtung Crailsheim.

### LUBW
Amtliche Online-Gewässerkarte mit passendem Ausschnitt und den hier benutzten Layern: Lauf und Einzugsgebiet des Neiselwaldgrabens

Allgemeiner Einstieg ohne Voreinstellungen und Layer: Daten- und Kartendienst der Landesanstalt für Umwelt Baden-Württemberg (LUBW) (Hinweise)
1. 1 2  Höhe nach dem Höhenlinienbild auf dem Hintergrundlayer Topographische Karte.
2. ↑  Länge abgemessen auf dem Hintergrundlayer Topographische Karte.
3. ↑  Einzugsgebiet abgemessen auf dem Hintergrundlayer Topographische Karte.
4. ↑  Natur teilweise nach dem Layer Geschützte Biotope.
5. ↑  Höhe nach grauer Beschriftung auf dem Hintergrundlayer Topographische Karte.
6. ↑  Schutzgebiete nach den einschlägigen Layern.

### Andere Belege
1. 1 2  Namen Neiselwaldgraben und Heiligenwiesengraben nach dem Layer ALKIS Basis transparent dieses Kartenausschnitts auf: Geoportal Baden-Württemberg (Hinweise).
2. 1 2  Alter linker Oberlauf und Dolinenreihe nach:
  - Meßtischblatt 6826 Crailsheim von 1938 in der Deutschen Fotothek
3. ↑  Der Typus der Klinge und die episodische Wasserführung des dort nicht namentlich benannten, jedoch unzweifelhaft identifizierbaren Baches wird genannt in: Hans Mattern: Das Jagsttal von Crailsheim bis Dörzbach. Baier BPB Verlag, Crailsheim 1995, ISBN 3-929233-04-5., S. 15f.
4. ↑  Wolf-Dieter Sick: Geographische Landesaufnahme: Die naturräumlichen Einheiten auf Blatt 162 Rothenburg o. d. Tauber. Bundesanstalt für Landeskunde, Bad Godesberg 1962. → Online-Karte (PDF; 4,7 MB)
5. ↑  Geologie nach den Layern zu Geologische Karte 1:50.000 auf: Mapserver des Landesamtes für Geologie, Rohstoffe und Bergbau (LGRB) (Hinweise)